# D. Afonso V armando D. João II como cavaleiro (Domingos Sequeira)
D. Afonso V armando D. João II como cavaleiro (ou D. Afonso V armando seu filho cavaleiro perante o cadáver do Marquês de Marialva) é um estudo a óleo sobre tela do artista  português Domingos Sequeira (1768-1837) e que está atualmente no Palácio Nacional da Pena, em Sintra.
D. Afonso V armando D. João II como cavaleiro é um dos estudos realizados por Domingos Sequeira para obra de maior fôlego que não chegou a realizar representando uma cena histórica no interior de um edifício grandioso, provavelmente a Mesquita de Arzila, em que o rei D. Afonso V arma como cavaleiro o seu filho e futuro rei, o príncipe D. João, na presença de vários nobres incluindo os falecidos Condes de Marialva e de Monsanto que haviam perecido na tomada da cidade, vendo-se ainda ajoelhados algumas figuras vestidas em trajes mouriscos que poderão representar mouros presos na conquista daquela cidade marroquina.
D. João II acompanhou o pai na campanha em África que conduziu à tomada de Arzila em 24 de agosto de 1471 tendo sido armado cavaleiro por D. Afonso V na mesquita que foi transformada em templo cristão e consagrado a São Bartolomeu por a cidade ter sido conquistada no dia deste santo.
O cronista Rui de Pina conta que D. Afonso V, depois de conquistar Arzila, chamou o Infante D. João à mesquita onde jaziam os cadáveres dos condes de Monsanto e de Marialva. Na ressaca da conquista da cidade, e talvez ainda num estado de grande emoção derivado do sucesso dessa batalha, o monarca armou cavaleiro o futuro D. João II. Em Portugal, no Outono da Idade Média, os reis e os seus herdeiros, assim como fidalgos e populares, foram frequentemente para o campo de batalha para merecerem a honra de cavalaria, batendo-se, tal como D. João I o fizera em Aljubarrota, «como se fosse huu simpres cavaleiro desejoso de guardar fama»,  virtudes que Domingues Sequeira, ou a Corte, quiseram exaltar.

## Descrição
A figura central da cena é claramente a de D. Afonso V que ainda com a armadura e capacete de combate se dirige ao príncipe D. João (futuro rei D. João II) parecendo indicar o exemplo do cavaleiro perecido. Todas as outras figuras representadas, algumas pouco mais sendo do que simples silhuetas ou manchas cromáticas, incluindo o corpo do Conde de Marialva se dispõem em redor da cena central, como uma espécie de semi-círculo que a envolve.
O pintor aplica um certo monocromatismo (tons de ocre, castanho e vermelho) justificado, talvez, pelo facto de este óleo constituir um dos vários estudos realizados para uma obra final que, como várias vezes sucedeu, não chegou a ser realizada. Este ensaio revela o interesse de Domingos Sequeira pelo efeito da luz sobre o formalismo da representação, sendo a luz difusa que produzindo um efeito de velatura, ou de esfumado, concorre para acentuar a dissolução das formas arquitectónicas, tornando o espaço interior pouco definido, quase etéreo.
Existem outros dois estudos a óleo elaborados pelo pintor para a mesma cena que pertencem a colecções particulares e existem também oito estudos de figura no Museu Nacional de Arte Antiga que deveriam ser, muito provavelmente, para as personagens que o pintor pretenderia representar na obra final. Segundo Elisa Ribeiro Soares, citando Luís Xavier Costa, grande estudioso de Domingos Sequeira, este ter-se-á inspirado para a realização dos estudos no célebre poema épico de Vasco Mouzinho de Quebedo, Afonso Africano, que, em 1786, foi reeditado por um amigo do pintor, o editor Massuelos Pinto.
De 1802 até ao final de 1807, quando da partida da Corte para o Brasil, Domingos Sequeira terá produzido ou ao menos preparado sete ou oito composições sobre temas variados da história nacional, tratando-se quase todos de episódios medievais. O método de trabalho utilizado pode ser reconstituído pela confrontação dos desenhos preparatórios e estudos a óleo conhecidos, sendo conhecidas as seguintes composições: Lenda do Nascimento de D. Afonso Henriques; Lenda do Baptismo de D. Afonso Henriques; Egas Moniz diante do Rei de Leão; Martim de Freitas entregando as chaves do Castelo de Coimbra a D. Afonso III; D. Afonso V armando o filho cavaleiro diante do cadáver do conde de Marialva na Mesquita de Arzila; Batalha de D. Afonso V e Desembarque de Afonso de Albuquerque.

## História
A obra fez parte da coleção da rainha D. Amélia tendo uma marca de posse da rainha no verso (placa em metal com A coroado). A pintura foi referida no inventário dos objetos existentes no palácio em 1907, encontrando-se no Gabinete da Rainha, mas erroneamente se interpretando o conteúdo da obra: “Um quadro antigo a óleo com moldura dourada, representando a morte d’El-Rei D. João 2º”.
Existe documento de 1 de Janeiro de 1944 com pedido para emolduramento da peça: "Ex.mo Sr. Chefe da Repartição do Património da Direcção Geral da Fazenda Pública: (...) Além das peças descritas, muito conviria seguirem análogo destino, por seu valor, as seguintes, apontadas no meu ofício de 1 de Julho de 1942, ....- quadro a óleo, que passa por representar a morte de D. João II, e que é atribuído ao pintor Domingos António de Sequeira (...) ".
Documento da Repartição do Património do Ministério das Finanças, datado de 28 de Abril de 1947, para o conservador do Palácio Nacional da Pena, sobre a devolução de quadros que estariam em restauro, onde poderá constar este quadro: "Ao Senhor Conservador do Palácio Nacional da Pena, ...., queira informar sobre se foram oportunamente devolvidas a esse Palácio e colocados nos lugares próprios, os seguintes quadros que estiverem em restauro na oficina anexa ao Museu Nacional de Arte Antiga: 2 - Quadro atribuído a Sequeira sobre a morte de D. João; (...)".
Documento do Museu Nacional de Arte Antiga, datado de 18 de Junho de 1960, para o Conservador do Palácio Nacional da Pena, referente ao restauro de um conjunto de pinturas, no qual esta se insere: "A pedido de V. Exª. examinei os quadros que se encontravam em arrecadação numa dependência do Palácio e de acordo com V. Exª., separei as pinturas que, pelo seu interesse artístico, documental e histórico, deverão ser restauradas. / Tenho a honra de apresentar a V. Exª. o orçamento para o restauro das pinturas escolhidas, das quais demos uma relação a seguir: / (...) Estudo de Sequeira - escola portuguesa do séc. XIX (...)."

### Ligação externa
- Página oficial do Palácio Nacional da Pena